# Taishi Brandon Nozawa
Taishi Brandon Nozawa (jap. 野澤 大志 ブランドン; ur. 25 grudnia 2002 w Okinawie) – japoński piłkarz, występujący na pozycji bramkarza w japońskim klubie FC Tokyo oraz w reprezentacji Japonii (w której nie zagrał jeszcze ani minuty, mimo powołań do niej). Uczestnik Pucharu Azji 2023 i Mistrzostw Świata U-17 2019.

## Statystyki

### Klubowe
Na podstawie:
| Klub                 | Sezonów | Liga      | Liga  | Liga   | Puchar krajowy | Puchar krajowy | Kontynentalne | Kontynentalne | Suma  | Suma   |
| Klub                 | Sezonów | Liga      | Mecze | Bramki | Mecze          | Bramki         | Mecze         | Bramki        | Mecze | Bramki |
| -------------------- | ------- | --------- | ----- | ------ | -------------- | -------------- | ------------- | ------------- | ----- | ------ |
| FC Tokyo             | 2       | J1 League | 10    | 0      | 8              | 0              | –             | –             | 18    | 0      |
| Iwate Grulla Morioka | 1       | J3 League | 14    | 0      | 0              | 0              | –             | –             | 36    | 0      |
| Iwate Grulla Morioka | 1       | J2 League | 22    | 0      | 0              | 0              | –             | –             | 36    | 0      |
|                      | Łącznie | Łącznie   | 46    | 0      | 8              | 0              | 0             | 0             | 56    | 0      |

### Reprezentacyjne
Na podstawie:
Zawodnik nie rozegrał jeszcze żadnego meczu w seniorskiej kadrze, jednak raz, w 2024 roku znalazł się w kadrze meczowej. Został również powołany na Puchar Azji 2023.

## Sukcesy
Na podstawie:

### Reprezentacyjne
- Zwycięzca Mistrzostw Azji U-16 2018